# Margarita I de Borgoña
Margarita de Francia (1310-1382) fue una noble francesa, la segunda hija de Juana de Chalons, condesa Palatina de Borgoña y condesa de Artois, y de Felipe de Francia, conde de Poitiers. Por vía paterna era nieta de Felipe IV de Francia y de Juana I de Navarra.
En el año 1316 su padre sucedió a Juan I como rey de Francia con el nombre de Felipe V; esta coronación llevó a que Margarita fuera comprometida con Luis I de Flandes, que se convirtió en gobernante de Flandes, Nevers y Rethel.
El padre de Margarita murió en 1322, y su hermana mayor no pudo sucederle en virtud de la ley sálica; la reina viuda, madre de Margarita de Francia, heredó de su propia madre el territorio de Artois, y en 1330, muerta su madre, lo heredó la hermana mayor de Margarita, Juana III de Borgoña.
Luis de Flandes murió en la batalla de Crécy y el único hijo de Margarita de Francia y su esposo se convirtió en Luis II de Flandes y además en Duque de Brabante. La nieta de Margarita, hija de Luis II, llamada Margarita de Flandes contrajo matrimonio con el nieto de hermana mayor, Felipe de Rouvre. Pero la muerte del joven novio la convirtió a ella en la Condesa de Artois y Borgoña, y no a su nieta.
A su muerte sus posesiones pasaron a su hijo, y de su hijo lo harían finalmente a su nieta. Fue enterrada en la Basílica de Saint-Denis por haber sido hija de un rey, su cadáver fue el último en ser profanado durante en la Revolución francesa.
| Predecesor: Vacante; anterior titular: Isabel de Luxemburgo | Condesa consorte de Flandes 1322-1346                   | Sucesor: Vacante; posterior titular: Margarita de Brabante |
| Predecesor: Felipe I                                        | Condesa de Artois Condesa Palatina de Borgoña 1361-1382 | Sucesor: Luis II                                           |

- Datos: Q261999
- Multimedia: Margaret I, Countess of Burgundy / Q261999